# Parafia Ewangelicko-Augsburska w Drogomyślu
Parafia Ewangelicko-Augsburska w Drogomyślu – parafia luterańska w Drogomyślu, należąca do diecezji cieszyńskiej. Mieści się przy Placu Kościelnym im. F. Kalisza 2.

## Historia
Zbór ewangelicki w Drogomyślu jest jednym z ostatnich, które powstały na Śląsku Cieszyńskim po wydaniu Patentu Tolerancyjnego przez cesarza Józefa II w 1781 i przed pełnym równouprawnieniem w czasie tzw. Wiosny Ludów. Pozwolenie na budowę kościoła uzyskano 4 czerwca 1787, budynek poświęcono w 1897. Głównym opiekunem i sponsorem zboru był ówczesny właściciel miejscowych dóbr Fryderyk Henryk baron Kalisch, który podarował grunta pod budowę kościoła, szkoły i parafii, ubiegał się o pozwolenie na budowę, a także dobudowanie wieży, a zanim kościół ukończono pozwalał odprawiać w swoim pałacu nabożeństwa, następnie utrzymawał pastorów. Pierwszym został Jerzy Gotfryd Jurs (1788-1804), potem Michał Krzysztof Orgoni (1804-1837), Andrzej Drózd (1837-1869).
Patent Tolerancyjny ustanowił również strukturę oficjalnie działającego Kościoła ewangelickiego w Przedlitawii. Wszystkie zbory zostały podległe konsystorzowi powstałemu w 1784 w Cieszynie a w 1785 przeprowadzonemu do Wiednia. W 1784 powstała superintendentura dla Moraw, Śląska i Galicji. W 1807 powstał seniorat śląski, któremu z czasem podległe zostały wszystkie zbory na Śląsku Austriackim.
W 1925 parafia zrzeszała 2 631 wiernych a w 1937 2 680.
W 2003 do parafii należało 2545 osób. Do 2013 liczba ta wzrosła do 2584 wiernych, z czego około 1400 członków zamieszkiwało w Drogomyślu, 700 w Pruchnej, a 200-300 w Bąkowie

## Filie
W latach 1892–1893 na cmentarzu w Pruchnej wybudowano kaplicę z wieżą i dzwonami, odnowiona została po II wojnie światowej i w 1973. W 2003 poświęcono nowy dom parafialny obok kaplicy. W 2004 powstał Ewangelicki Dom Modlitwy w Bąkowie.

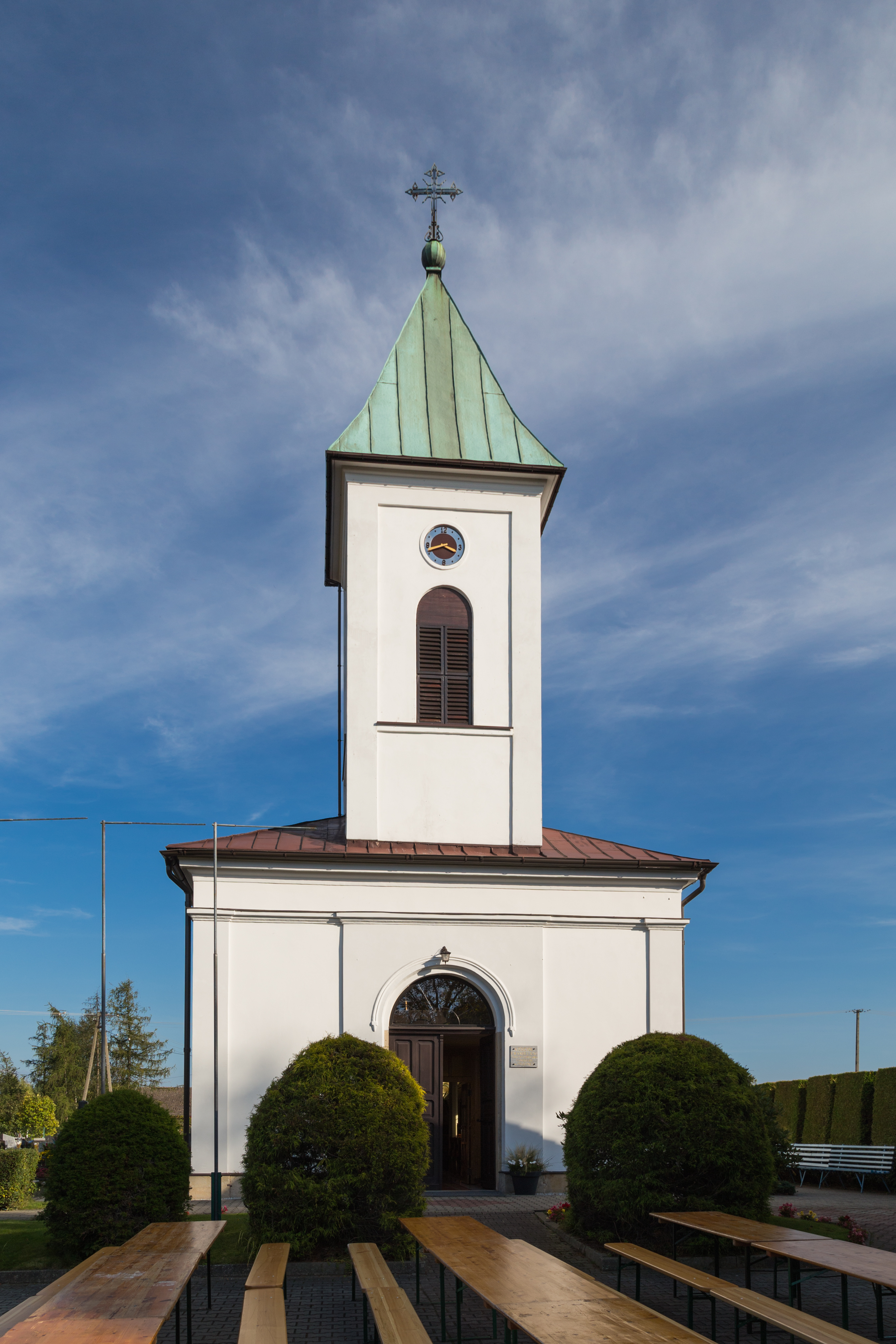
Kościół filialny Zmartwychwstania Pańskiego w Pruchnej
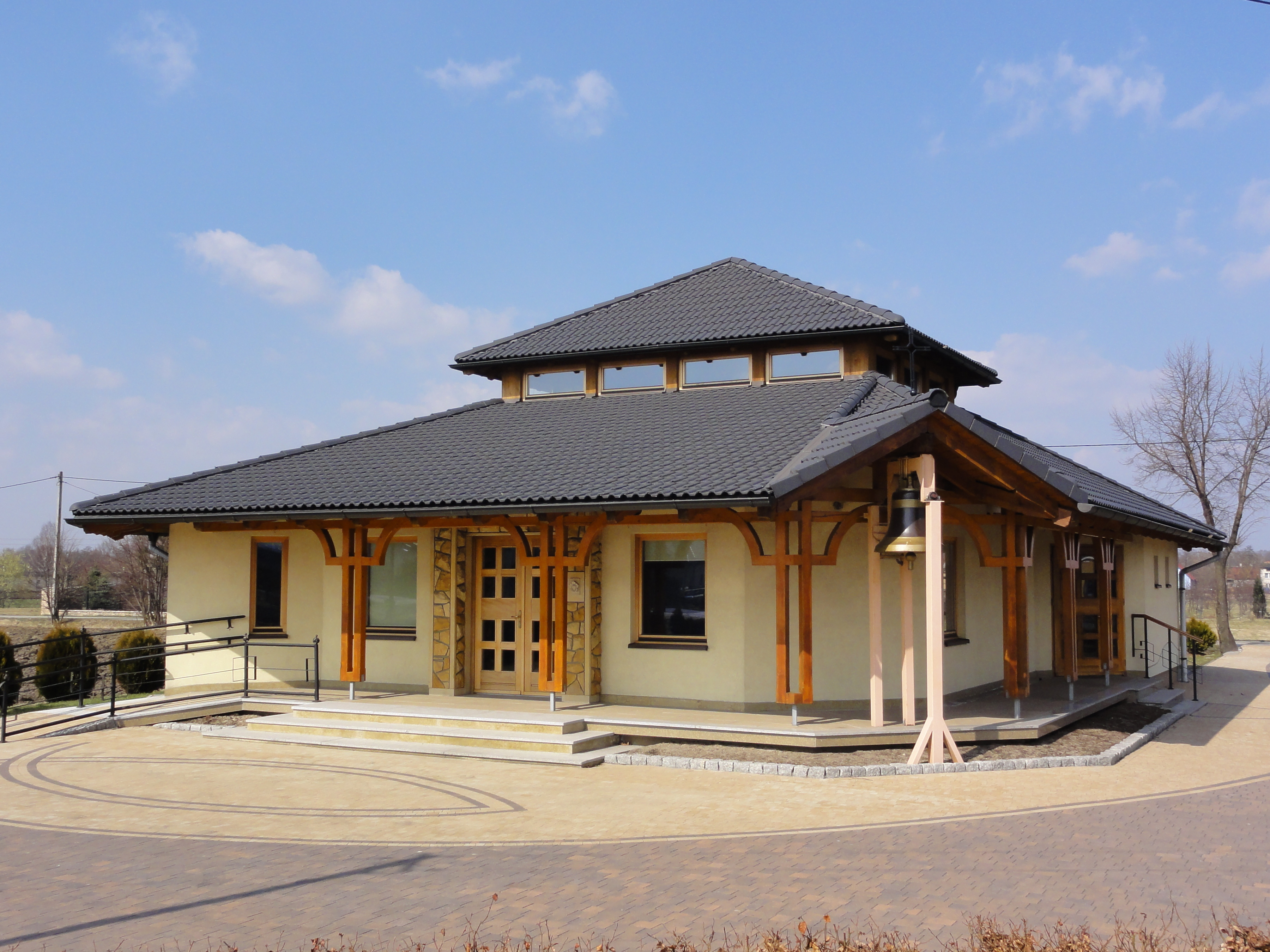
Filialny ewangelicki dom modlitwy w Bąkowie